# خورسباد
خورسباد هي قرية عراقية تقع في محافظة نينوى بناحية بعشيقة، يسكن القرية الشبك، حيث كانت عاصمة الإمبراطورية الحديثة في عهد الملك سرجون الثاني  و كانت تعرف بـ دور شاروكين. تعتمد سكن القرية على الزراعة منذ مئات السنين حيث يشتهر زراعة القمح و الشعير في الشتاء وايضاً زراعة البطيخ و القثاء في الصيف، و نسبة قليلة من القطن.

## تاريخ[6]
تحتوي القرية على اثار المدينة الملك سرجون الثاني في عام 717 قبل الميلاد، اكتشفت بعثة التنقيب الفرنسية المتخصصة بالاثار ثوراً مجنّحاً عمره أكثر من 2700 سنة في عام 2023 يعرف باسم “لاماسو”، ولا يزال محفوظاً بشكل جيّد، وبحجم “ضخم”.

## اكتشاف الاثار والتنقيب
لوحظ الموقع لأول مرة من قبل القنصل الفرنسي في الموصل في عـام 1842م حيث اعتقد أن خورسباد هي أشور التوراتية حيث بدأت التنقيبات بأشراف القنصل عام 1844-1842 ثم تبعه في المراحل اللاحقة أيكين فلأدين حيث استمرت التنقيبات للأعوام 1852-1855 فقد عدد كبير من الأثار التي عثر الفرنسين عليها في دور شروكين حيث غرقت في حادثين نقل نهري.

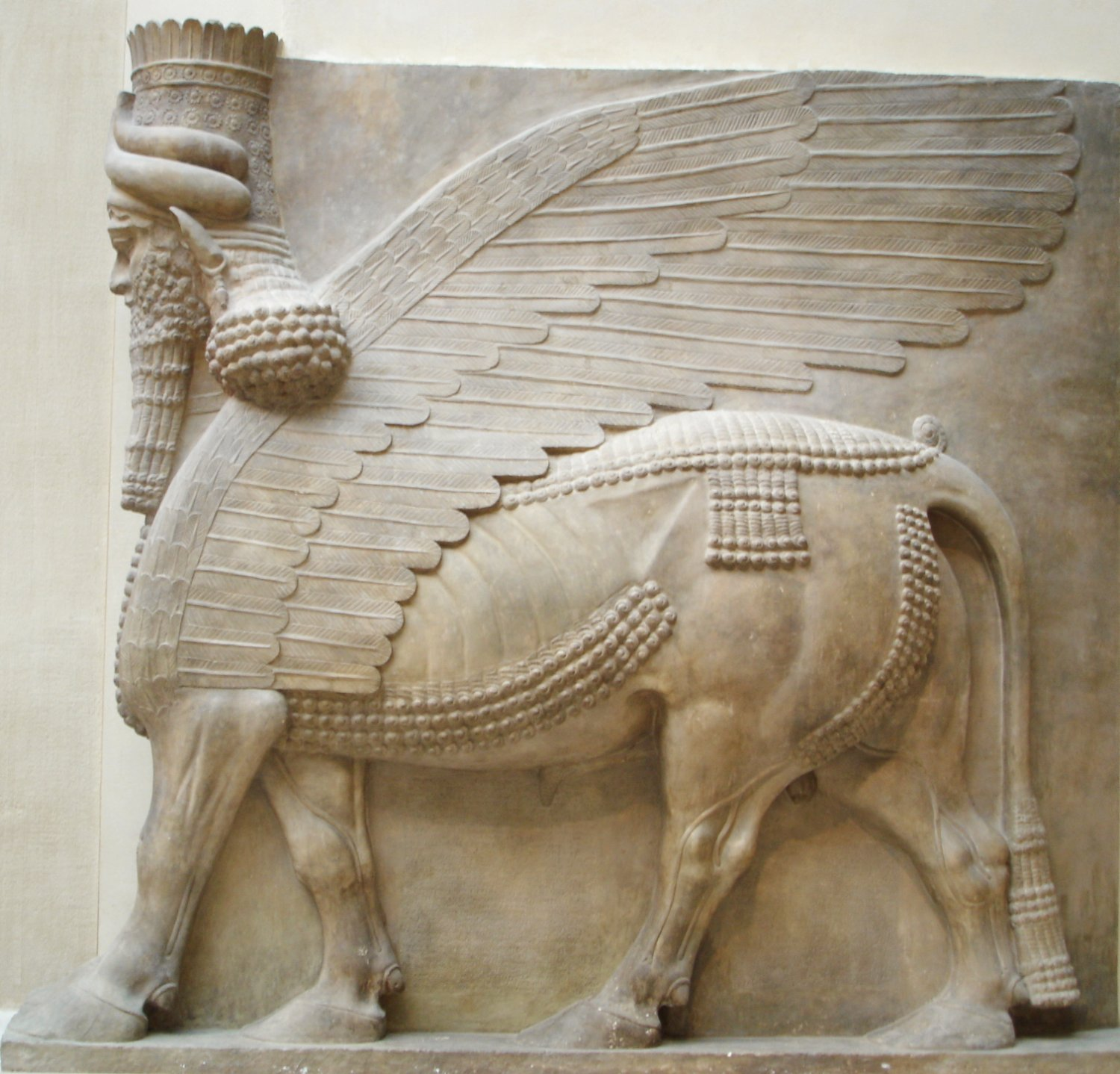
ثور المجنح في قرية خورسباد الاثرية

اعيد تنقيب موقع خورسباد في عام 1928-1935 من قبل علماء الاثار الأمريكان من معهد الدراسات الشرقية في شيكاغو. وتمت قيادة العملية بواسطة أدوارد جيرا وركزت على منطقة القصر. عُثر على الثور المجنح الكبير بوزن 40 طن والذي كان خارج غرفة العرش. حيث عثر عليه منقسم إلى ثلاث اجزاء كبيرة وصل وزن الجذع لوحدة إلى 20 طن، حيث شحن إلى شيكاغو وأُكمل التنقيب بأشراف جوردون لاود وهاميلتون داربي حيث أستمر التنقيب على القصر وبوابة المدينة ومجمع المعابد. بما أن دور شروكين لم تسكن لمدة طويلة فأن الأثار التي عثر عليها قليلة نسبيا ألا أن الاكتشافات الأولية وجهت الضوء على الفنون الأشورية والمعمارية.

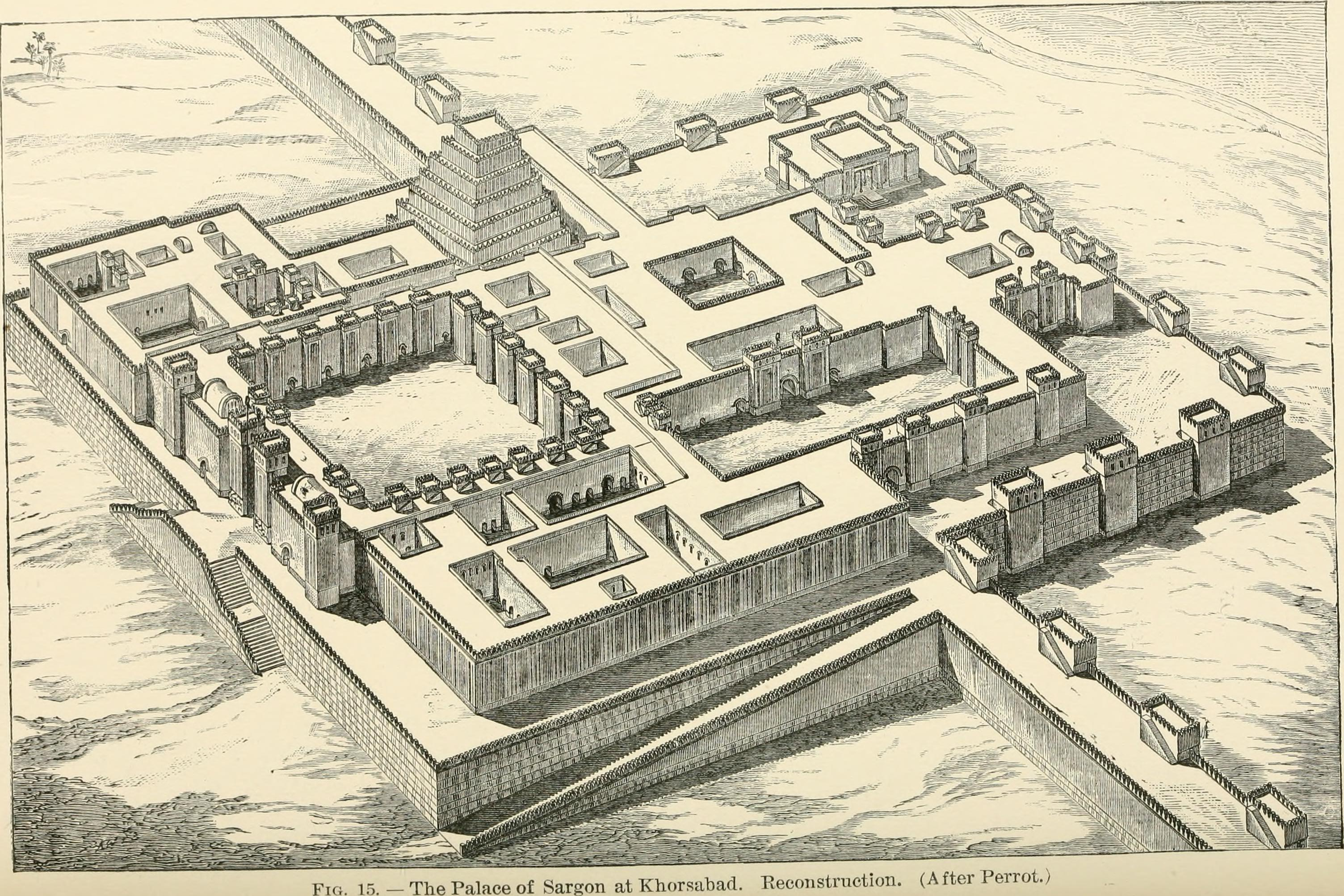
مدينة اثرية في خورسباد

تعرضت القرية لتخريب دمر أكثر من 60% منها بسبب الاشتباكات بين داعش والبيشمركة.

## مقالات ذات صلة
- بايبوخت
- موصل
- بعشيقة